# 릭 스미츠 (농구 선수)
릭 스미츠(네덜란드어: Rik Smits, 1966년 8월 23일~)는 네덜란드의 은퇴한 농구 선수로 현역 시절 포지션은 센터이다. 네덜란드 거인(영어: Dutch Giant)이라는 별명으로 잘 알려져 있으며 이 별명은 그의 키가 7피트 4인치(약 224cm)인 데에서 유래하였다. 12년 동안 미국 전미 농구 협회(NBA)의 인디애나 페이서스의 센터로 활동했으며, 데틀레프 슈렘프, 데일 데이비스, 제일런 로즈 등과 함께 1990년대 인디애나 페이서스의 전성기를 이끌었다. 또한 네덜란드 대표팀의 일원으로 국제 대회에 참가했다.
그의 주 공격 패턴은 포스트-업 후 턴어라운드 점퍼였다. 30여분 동안 20점 가까이 기록할 정도로 그의 공격력은 뛰어났다. 현재 인디애나 근처에서 농구 관련 사업을 하고 있다.